# Spieker (Atteln)

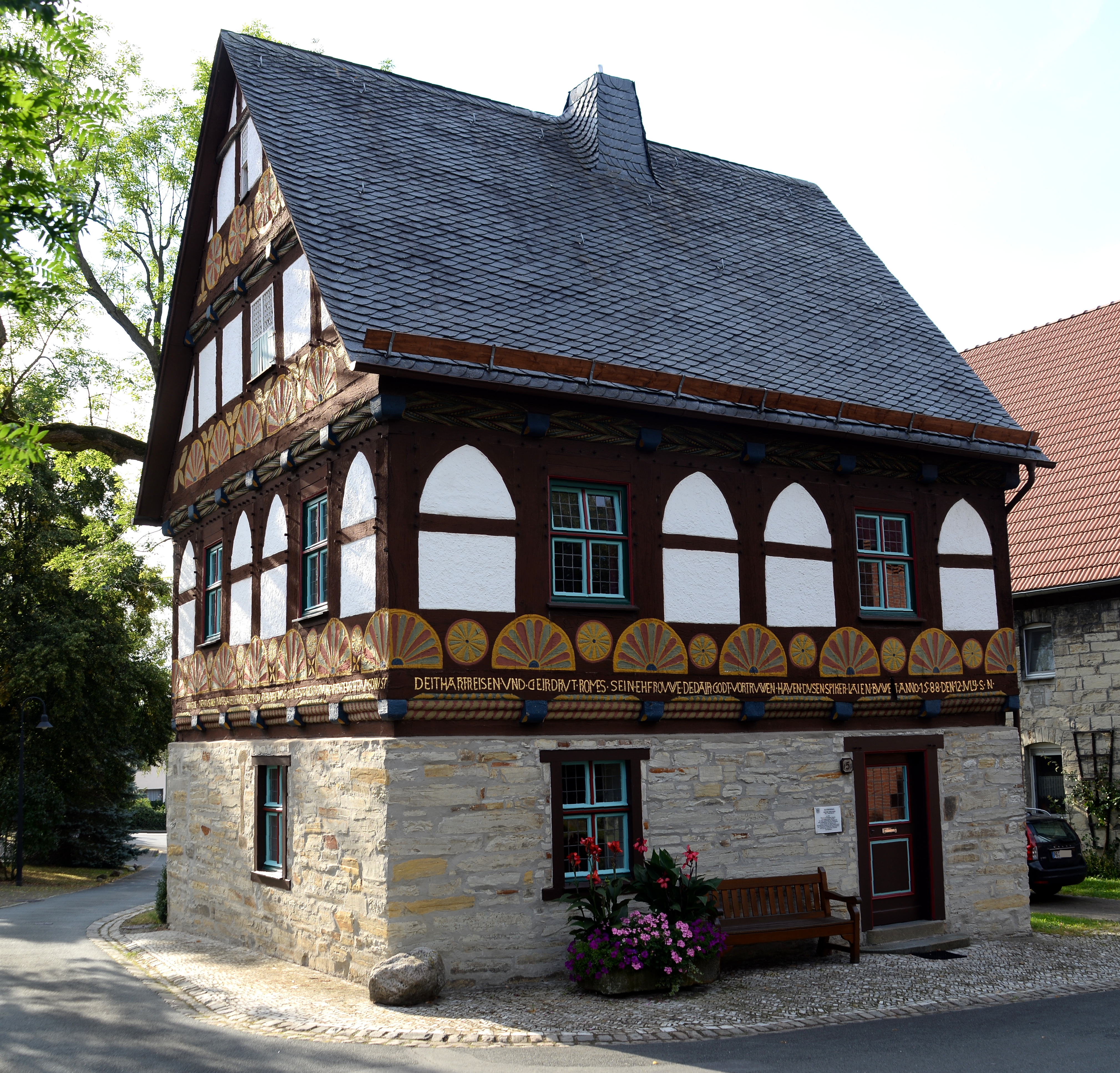
Bild des Spiekers

Der Spieker (niederdeutsch für Speicher) ist ein denkmalgeschütztes Gebäude in Atteln, einem Stadtteil von Lichtenau, Kreis Paderborn in Nordrhein-Westfalen.  Der Grundriss des Gebäudes beträgt acht mal neun Meter. Bei dem Spieker handelt es sich um einen Profanbau mit einer Höhe von 6,50 Metern.

## Geschichte
Die Geschichte des Spiekers ist nicht ganz geklärt. So ist nicht bekannt, wem das Gebäude gehörte oder ob es wirklich nur als Lager für Waren und Getreide genutzt wurde. Das Gebäude, auch Voigthaus (Polizeiposten) genannt, ist ein Fachwerkhaus auf einem Massivsockel. Es ist mit reichen Schnitzereien versehen. Eine Inschrift trägt die Jahreszahl 1588. Das Bauwerk wurde im 18. Jahrhundert zum Wohnhaus umgebaut. Nach Veränderungen im 19. Jahrhundert wurde 1955 das Äußere wieder hergestellt.
So standen den früheren Bewohnern 45 m² zum Wohnen und 45 m² als Speicherraum zur Verfügung. Im Jahr 1997 wurde der Spieker restauriert und wird seitdem als Heimathaus genutzt. 